# Chó Lurcher
Chó Lurcher là kết quả của việc phối giống của một con chó săn thị giác với một con giống chó khác, thường là một giống chó nông trại hoặc một loại chó săn. Brian Plummer xác định Chó Lurcher Norfolk là giống chó tiền thân của giống chó Lurcher hiện đại. Trong khi không phải là một giống thuần chủng, nó thường là kết quả của việc lai giống giiữa một giống chó săn và một giống chó làm việc.

## Lịch sử
Chó Lurcher, theo huyền thoại kể rằng trong thế kỷ 14, 15 và đầu thế kỷ 16 chính phủ Anh và Scotland cấm người dân khỏi sở hữu những con chó săn, như chó săn sói Ireland, chó săn hươu Scotland và các giống chó săn thỏ, mặc dù không có tài liệu từ thời điểm có thể được tìm thấy để xác minh điều này. Người ta nghĩ rằng Chó Lurcher có thể đã được lai tạo để tránh các quy định về pháp lý trong thời gian này. Nói chung, mục đích của việc lai giống là tạo ra một giống chó săn thị giác với trí thông minh cao hơn, một động vật khôn ngoan thích hợp để săn trộm thỏ, thỏ rừng và chim. Theo thời gian, những kẻ săn trộm và thợ săn đã phát hiện ra sự sinh sản của một số giống chó săn thị lực tạo ra một giống chó phù hợp hơn với mục đích này, do sự kết hợp giữa tốc độ và trí thông minh.